# Gauliga Mitte 1934/35
De Gauliga Mitte 1934/35 was het tweede voetbalkampioenschap van de Gauliga Mitte. 1. SV Jena werd met twee punten voorsprong op titelverdediger FC Wacker Halle kampioen en plaatste zich voor de eindronde om de Duitse landstitel, waar de club in de groepsfase uitgeschakeld werd.

## Eindstand
| Plaats | Club                                 | Wed. | W  | G | V  | Saldo | Ptn.  |
| ------ | ------------------------------------ | ---- | -- | - | -- | ----- | ----- |
| 1.     | 1. SV 03 Jena                        | 18   | 11 | 3 | 4  | 39:29 | 25:11 |
| 2.     | Hallescher FC Wacker                 | 18   | 9  | 5 | 4  | 37:25 | 23:13 |
| 3.     | SV 08 Steinach                       | 18   | 10 | 1 | 7  | 42:30 | 21:15 |
| 4.     | FuCC Cricket-Viktoria 1897 Magdeburg | 18   | 9  | 3 | 6  | 43:41 | 21:15 |
| 5.     | FV Sportfreunde Halle                | 18   | 8  | 2 | 8  | 41:39 | 18:18 |
| 6.     | SV Viktoria 1896 Magdeburg           | 18   | 6  | 5 | 7  | 36:40 | 17:19 |
| 7.     | SC Erfurt 1895                       | 18   | 6  | 4 | 8  | 41:36 | 16:20 |
| 8.     | SpVgg 02 Erfurt                      | 18   | 4  | 7 | 7  | 27:38 | 15:21 |
| 9.     | VfL 1911 Bitterfeld                  | 18   | 6  | 2 | 10 | 22:40 | 14:22 |
| 10.    | SV Merseburg 99                      | 18   | 3  | 4 | 11 | 29:39 | 10:26 |

|  | Kampioen, geplaatst voor nationale eindronde |
|  | Degradatie naar Bezirksliga                  |

## Promotie-eindronde
| Plaats | Club           | Wed. | Saldo | Ptn. |
| ------ | -------------- | ---- | ----- | ---- |
| 1.     | SV Dessau 05   | 4    | 4:4   | 5:3  |
| 2.     | 1. FC Lauscha  | 4    | 8:8   | 4:4  |
| 3.     | VfL Halle 1896 | 4    | 7:7   | 3:5  |

|  | Promotie naar Gauliga Mitte 1935/36 |